# The Pacific
The Pacific és una sèrie de televisió estatunidenca ambientada en la Segona Guerra Mundial, produïda per la cadena HBO, que es va estrenar el 14 de març de 2010. La sèrie se centra en la intervenció estatunidenca a l'oceà Pacífic. És un projecte íntimament lligat i successor de Band of Brothers, que se centrava en la intervenció dels Estats Units a Europa.
The Pacific es basa en les memòries de dos soldats estatunidencs: With the Old Breed d'Eugene Sledge i Helmet for my Pillow de Robert Leckie. La sèrie narra la història d'ambdós autors, i la del marine John Basilone, en les batalles contra l'Imperi del Japó.
L'equip d'autors de The Pacific està encapçalat per un dels principals escriptors de Band of Brothers, Bruce McKenna. Hugo Ambrose, fill de Stephen Ambrose, autor del llibre Band of Brothers, és l'assessor històric del projecte.

## Producció
The Pacific està produïda per Steven Spielberg, Tom Hanks i Gary Goetzman, en associació amb HBO Films, Playtone, Dreamworks i Seven Network. La sèrie començà a gravar-se l'agost del 2007 a Austràlia. Les localitzacions es realitzaren a l'interior i els voltants de Port Douglas, a l'estat de Queensland, i també a Melbourne, capital de l'estat de Victòria. També s'han gravat escenes en l'àrea rural d'aquest estat. La sèrie compta amb un pressupost de 200 milions de dòlars estatunidencs, un dels projectes amb més pressupost realitzats a Austràlia.

## Història
The Pacific relata la història dels autors de les memòries, Eugene Sledge i Robert Leckie, així com la del seu company, el Marine John Basilone, en la seva lluita contra l'Imperi del Japó a través de l'oceà Pacífic. A partir de les fonts literàries, la sèrie relata les batalles en les quals intervingué la 1a Divisió de Marines dels Estats Units: la de Guadalcanal, la de Cap Gloucester, la de Peleliu, la d'Iwo Jima i la d'Okinawa, entre d'altres.

## Repartiment
- Joseph Mazzello – Caporal Eugene "Sledgehammer" Sledge
- Jon Seda – Sergent d'artilleria John Basilone
- James Badge Dale – Soldat de Primera Classe Robert Leckie
- Josh Helman – SPC Lou "Chuckler" Juergens
- Ashton Holmes – Sid Phillips
- William Sadler – Coronel Lewis "Chesty" Puller
- Isabel Lucas – Gwen
- Penny McNamee – Hope
- Cariba Heine – Phyllis
- Jacob Pitts – Bill "Hoosier" Smith
- Nikolai Nikolaeff – Rear Echelon Man
- Brendan Fletcher – Bill Leyden
- Matt Craven – Dr. Grant
- Nathan Corddry – Soldat Loudmouth
- Rami Malek – Merriell "Snafu" Shelton
- Matthew Dale – Sergent John Marmet
- Damon Herriman – Merrin
- Grant Cartwright – Capità Midnight
- Ben Esler – SPC Charles "Chuck" Tatum
- Joshua Close – Edward Sledge
- Jon Bernthal – Manuel Rodriguez
- Gary Sweet – Haney
- Martin McCann – Caporal R. V. Burgin
- Keith Nobbs – Bud "Runner" Conley
- Leon Ford – Tinent Edward "Hillbilly" Jones
- Freddie Joe Farnsworth – Tinent "Stumpy" Stanley
- Simon Bossell – Dr. Stern
- Tom Budge – Ronnie Gibson
- Braydn Michael – Robert Marshall
- Scott Gibson – Capità Andrew "Ack Ack" Haldane
- Joshua Biton – Sergent J. P. Morgan
- David Ludlow – Soldat Lil'One
- Frank Lee – Chuck "Cho" Yang
- Henry Nixon – Tinent Hugh "Ivy League" Corrigan
- Dwight Braswell – Steve Evanson
- Karl Cottee – Caporal Pegg
- Claire van der Boom – Stella
- Ashley Zukerman – Tinent Mac
- Annie Parisse – Lena